# Pájaro en una tormenta
Pájaro en una tormenta és una sèrie de televisió basada en la novel·la homònima d'Isaac Montero emesa per TVE el setembre de 1990 i dirigida per Antonio Giménez Rico. El guió fou escrit pel mateix autor, Andreu Martín, Eugenio Martín i Manuel López Yubero. És ambientada durant la transició espanyola i ha estat rodada a Madrid i la Costa del Sol i hi han participat més de 80 actors.

## Argument
L'acció transcorre durant l'any 1977, entre la legalització del Partit Comunista d'Espanya i les eleccions generals espanyoles de 1977, i narra les peripècies d'un grup de policies per evitar atemptats tant de l'extrema dreta com d'ETA.

## Repartiment
- Santiago Ramos
- Juan Luis Galiardo
- Jesús Puente
- Héctor Alterio
- Maribel Verdú
- Lydia Bosch
- María Asquerino
- Carlos Lucena
- Germán Cobos
- María Silva
- Maru Valdivieso

## Episodis
1. Una pieza rota (21 de setembre de 1990)
2. Trampas y sospechas (28 de setembre de 1990)
3. Viejos amores, nuevos amores (5 d'octubre de 1990)
4. Cosas de familia (12 d'octubre de 1990)
5. Cambio de chaqueta (19 d'octubre de 1990)
6. Caras nuevas, viejas historias (26 d'octubre de 1990)
7. La trama negra (2 de novembre de 1990)
8. Vencedores y vencidos (9 de novembre de 1990)